# Thierry Maillard
Thierry Maillard est pianiste, compositeur, arrangeur et orchestrateur de jazz, né le 11 août 1966 à Puteaux (France).

## Biographie

### Formation
Il découvre la musique à 8 ans par la pratique de l'accordéon, puis à 14 ans commence le piano et porte déjà un intérêt pour la composition. Il intègre l'Ecole normale de Musique de Paris en classe de musique classique (harmonie, contrepoint, piano, accordéon) et obtient le diplôme d'enseignement à 17 ans. Mais ses goûts musicaux le portent vers des musiciens de jazz tels que Bill Evans, Keith Jarret ou Jean-Luc Ponty.
Il forme à 18 ans son premier trio (piano, batterie, contrebasse) et compose toutes les parties de piano. De là naît sa passion pour la composition de musique de film. Le trio remporte un concours au Festival de jazz d'Aiguillon (Lot-et-Garonne), dont un des membres du jury est Michel Petrucciani, ce qui lui ouvre de nombreuses portes donnant lieu à des tournées et des concerts.

### Carrière
Il tourne pendant cinq ans dans le quartet de la violoniste Debora Seffer , une artiste qu'il retrouvera par intermittence au cours de sa carrière. Il joue aussi au côté de Biréli Lagrène au Montréal Jazz Festival.
Un premier album dont il est leader, Paris-New-York, paraît en 1998 chez Polygram, en compagnie de musiciens américains, formant un trio piano, batterie (Dennis Chambers), contrebasse (John Patitucci).
Influencé depuis toujours par Béla Bartók et Igor Stravinsky, Thierry Maillard développe dans ses albums suivants des compositions associant un jazz lyrique et mélodique à des accents classiques, jouées en septet (trio et quatuor à cordes) : New septet (2000), Vision (2003), Notre histoire (2008).
En parallèle, il compose des musiques de films : L'Histoire de Pierre et le fou de Thomas Norymberg (2002), Juste une heure de Virginie Peignen (2006), le teaser de Arthur et les Minimoys de Luc Besson (2005), KO (CM) de Aline Morsillo.
Il s'intéresse aussi aux musiques de publicité grâce à la rencontre du producteur de publicité Marc Miller.
Behind the Mirror est un double album paru en 2011, dont une partie est en trio (Jérôme Regard à la contrebasse et Laurent Robin à la batterie), l'autre en solo et en hommage à Miles Davis.
Beyond the Ocean fait se rencontrer un nouveau trio : Thierry Maillard au piano, Matyas Szandaï à la contrebasse, Yoann Schmidt à la batterie et des musiciens invités, Didier Malherbe (dukduk), Debora Seffer (violon), Djemaï Abdenour (oud)
En 2014 sort un album associant un orchestre de chambre et musiciens du monde, The Alchemist, dans lequel s'expriment les deux principales sources d'inspiration du compositeur, jazz et classique et toujours une grande ouverture vers des musiques orientales.
Puis en 2015, Thierry Maillard enregistre The Kingdom of Arwen, l'aboutissement d'un rêve qui cette fois associe un trio (dont Yoann Schmidt à la batterie, Dominique Di Piazza à la basse) à un orchestre philharmonique, ici celui de Prague dirigé par Jan Kucera. Divers invités figurent sur cet album : Didier Malherbe (flûtes), Neil Gertsenberg (whistle), Minino Garay (percussions), Olivia Gay (violoncelle), Nguyên Lê (guitare). Des sonorités d'instruments du monde se mêlent à celles d'instruments classiques. Une tournée a lieu en France, en Asie et en Europe de l'Est.
En 2016, il enregistre Il Canto Delle Montagne en trio avec André Ceccarelli et Dominique Di Piazza, dans lequel figure le titre Plus jamais pareil, composé à la suite des attentats de novembre 2015 à Paris.
En 2017, avec l'album Alone, il rend hommage à Jacques Brel, Georges Brassens et Léo Ferré, en adaptant leurs plus grands succès au piano et à l'accordina.
Il enregistre en 2018 Pursuit of Happiness, avec un big band de quinze musiciens de jazz français.
L'album suivant sort en 2020. Zappa forever est un hommage à Frank Zappa.
Ballades, sorti en 2021, plus intime, réunit un trio formé de Thierry Maillard, André Ceccarelli et Thomas Bramerie.

## Discographie[5]
- 1998 : Paris-New-York (Polygram)
- 2000 : New septet (Rdc Records)
- 2001 : Time's color (Rdc Records)
- 2002 : Vision (Rdc Records)
- 2004 : Entre deux mondes (Cristal Records)
- 2005 : Héliotropes (Cristal Records)
- 2008 : Notre histoire (Cristal Records)
- 2010 : 4 Essential (Plus Loin Musique)
- 2011 : Behind the Mirror (Cristal Records)
- 2013 : Beyond the Ocean (Cristal Records)
- 2014 : The Alchemist (Cristal Records)
- 2015 : The Kingdom of Arwen (Naïve)
- 2016 : Il Canto Delle Montagne (Ilona Records)
- 2017 : Alone (Ilona Records)
- 2018 : Pursuit of Happiness (Ilona Records)
- 2020 : Zappa Forever
- 2021 : Ballades (NoMadMusic)